# 邓子新
邓子新（1957年3月—），男，湖北房县人，中国微生物学家，武汉大学教授。

## 生平
1982年毕业于华中农业大学微生物专业，1987年获英国东英吉利亚大学分子微生物学博士学位。1988年起任教于华中农业大学，历任讲师、副教授、教授；2000年起任教于上海交通大学，后担任上海交通大学微生物代谢教育部重点实验室主任、Bio-X生命科学研究中心副主任。2010年5月任武汉生物技术研究院院长，2010年6月任武汉大学药学院院长。
2021年11月，任合成生物学海河实验室主任。

## 荣誉
2005年当选为中国科学院院士。2006年当选为第三世界科学院院士。2010年当选为美国微生物学会会士。